# Wesley Van Dyck

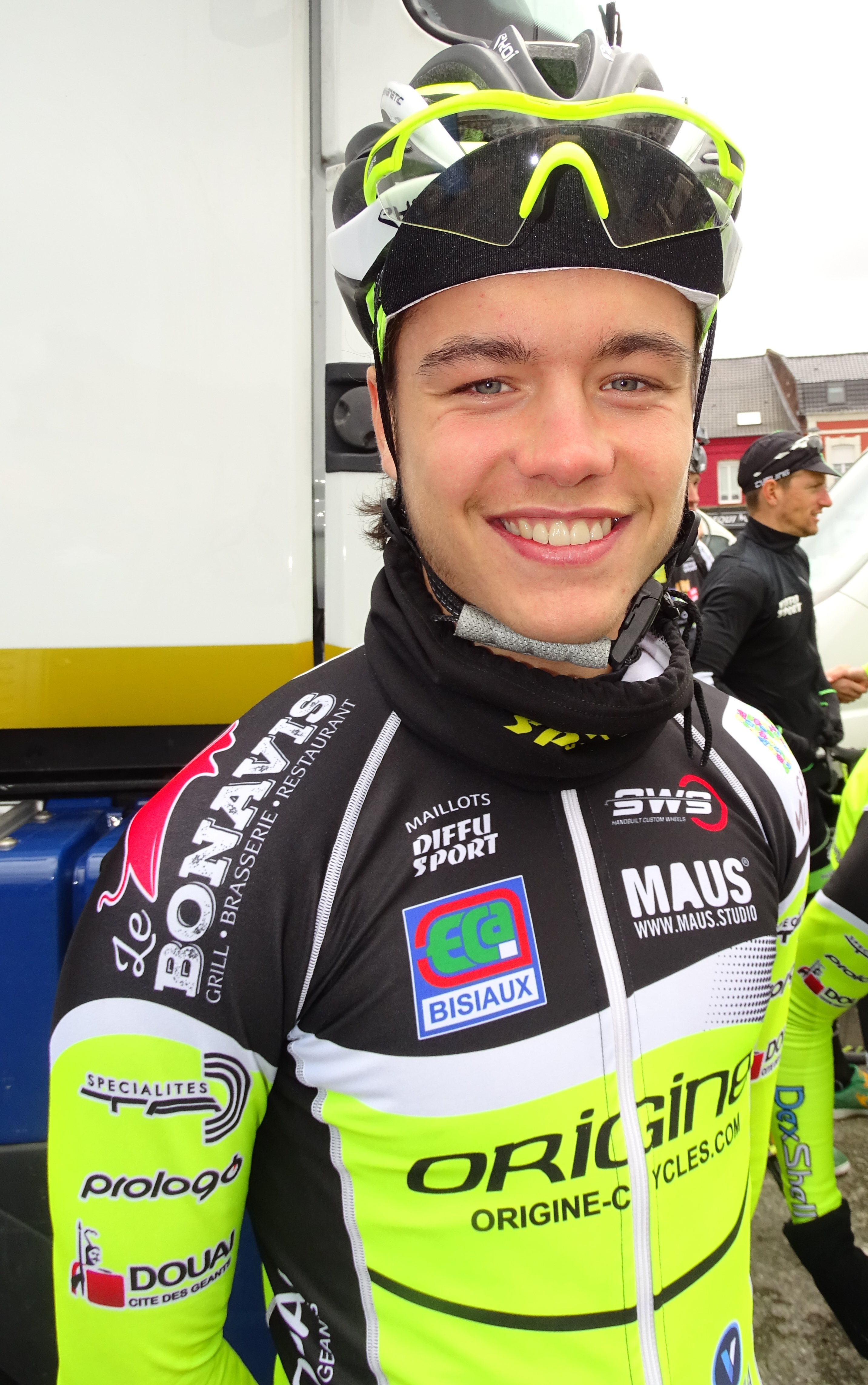
Wesley Van Dyck

Wesley Van Dyck (Gent, 15 september 1994) is een Belgisch wielrenner die anno 2018 uitkwam voor het continentale Beat Cycling.

## Carrière
Van Dyck kwam in 2018 uit voor het professionele team van Beat Cycling club.
Hij won in 2019 de Beker van België bij de elite renners zonder contract en veroverde brons in 2021 op het Belgisch kampioenschap wielrennen voor elites zonder contract, hij mocht het podium betreden met zijn dochter op de arm. In datzelfde jaar won hij uitkomend voor Vetrapo - B-close cycling team de Franse rittenwedstrijd Ronde des Combattants 14-18, hierin veroverde hij alle leiderstruien die er te winnen waren.
Van Dyck staat er om bekend op de applicatie Strava de "King of the mountain" te bezitten op vele bekende hellingen uit de Ronde van Vlaanderen.
In het jaar 2022 behaalde Van Dyck 10 overwinningen bij de elites zonder contract en werd hierdoor Oost-Vlaamse zegekoning en derde op de nationale zegeranking, dit uitkomend voor het Team Shifting Gears van Alexander Alonso en Hakim Verbeure. Onder deze zeges zaten enkele grotere overwinningen waaronder een wedstrijd in de Beker van België te Nieuwrode, een interclub "La Cantonale" te Frankrijk en de Gran Fondo Schleck te Luxemburg. Naast de overwinningen behaalde hij een nieuwe bronzen medaille op het Belgisch kampioenschap wielrennen voor elites zonder contract te Sint-Lievens-Houtem. In het eindklassement van de Beker van België haalde hij voor het tweede jaar op een rij de tweede plaats binnen.
In 2023 kwam Van Dyck opnieuw in het hoofdstuk voor van het Belgisch kampioenschap wielrennen voor elites zonder contract, deze keer te Putte. Met een 4de plaats behaalde hij de chocolade medaille.
2024 was het slotjaar voor Van Dyck, hij betwiste niet veel wedstrijden meer. Na een 2de plaats in de openingsklassieker Gent-Staden (meetellende voor de Beker van België) en een 6de plaats in de eerstvolgende manche in Galmaarden mocht hij terug de gele trui aantrekken. Deze heeft hij nog tot in september kunnen verdedigen maar finaal de Beker van België niet kunnen beëindigen. 2 weken later vertrok Van Dyck voor zijn allerlaatste wedstrijd naar Kameroen om er met een Belgische delegatie deel te nemen aan de UCI 2.2 wedstrijd G.P. Chantal Biya. Hier plaatste hij het orgelpunt door deze ronde op zijn naam te schrijven en zo alsnog de allerlaatste gele trui in de wacht te slepen.

## Wegwielrennen

### Overwinningen en belangrijkste resultaten
2010
Klimkoers Maransart voor Mathieu Van Der Poel
2019
Eindwinnaar Beker van België elites zonder contract
3de plaats in Heusden koers (Wk der profkermiskoersen)
2de plaats Schaal Schoeters Beveren
3de plaats GP Etienne De Wilde Laarne
3de plaats GP stad Sint-Niklaas
3de plaats provinciaal kampioenschat elites zonder contract Horebeke
2021
Eindwinnaar Ronde des Combattants 14-18 (Fr)
1ste etappe Ronde des Combattants 14-18 (Fr)
3de plaats op het Belgisch kampioenschap wielrennen voor elites zonder contract
2de plaats eindklassement Beker van België elites zonder contract
2022
Winst Beker van België wedstrijd Nieuwrode
Winst La Cantonale des 7 vallées
Winst Gran Fondo Schleck Luxemburg
2de plaats eindklassement Beker van België elites zonder contract
2de plaats Omloop van de grensstreek Wervik
3de plaats op het Belgisch kampioenschap wielrennen voor elites zonder contract
Oost-Vlaamse zegekoning
2023
4de plaats op het Belgisch kampioenschap wielrennen voor elites zonder contract
10de plaats op het Belgisch kampioen tijdrijden, Elite zonder contract
Winst G.P. de Brebières
2024
Eindklassement UCI 2.2 GP Chantal Biya
Winst G.P. de Brebières
Vice provinciaal kampioen op de weg
2de plaats in openingsklassieker Gent-Staden
2de plaats in la Fleche Mosane te Profondeville

## Ploegen
- 2016 –  ESEG Douai (Fr)
- 2017 –  Vetrapo cycling team
- 2018 –  BEAT Cycling team
- 2019 – 2021 Vetrapo - B-close cycling team
- 2022 – 2024 Team Shifting Gears